# Rue de La Baume
Pour les articles homonymes, voir Baume.
La rue de La Baume  est une voie du 8e arrondissement de Paris. 

## Situation et accès
Elle commence au 22, rue de Courcelles et se termine avenue Percier.
Le quartier est desservi par les lignes de métro 9 et 13 à la station Miromesnil.

## Origine du nom
Cette voie est nommée d'après le nom du propriétaire des terrains sur lesquels elle a été ouverte.

## Historique
La rue de La Baume a été ouverte sous sa dénomination actuelle par un décret du 1er octobre 1858 sur des terrains appartenant à la famille de La Baume-Pluvinel, d'ancienne origine dauphinoise. Elle était bordée de beaux hôtels particuliers, dont plusieurs ont toutefois été détruits et remplacés par des immeubles modernes. Au sud, la rue était en partie bordée par les jardins de l'hôtel de Ségur (voir le 44, rue La Boétie).

## Bâtiments remarquables et lieux de mémoire

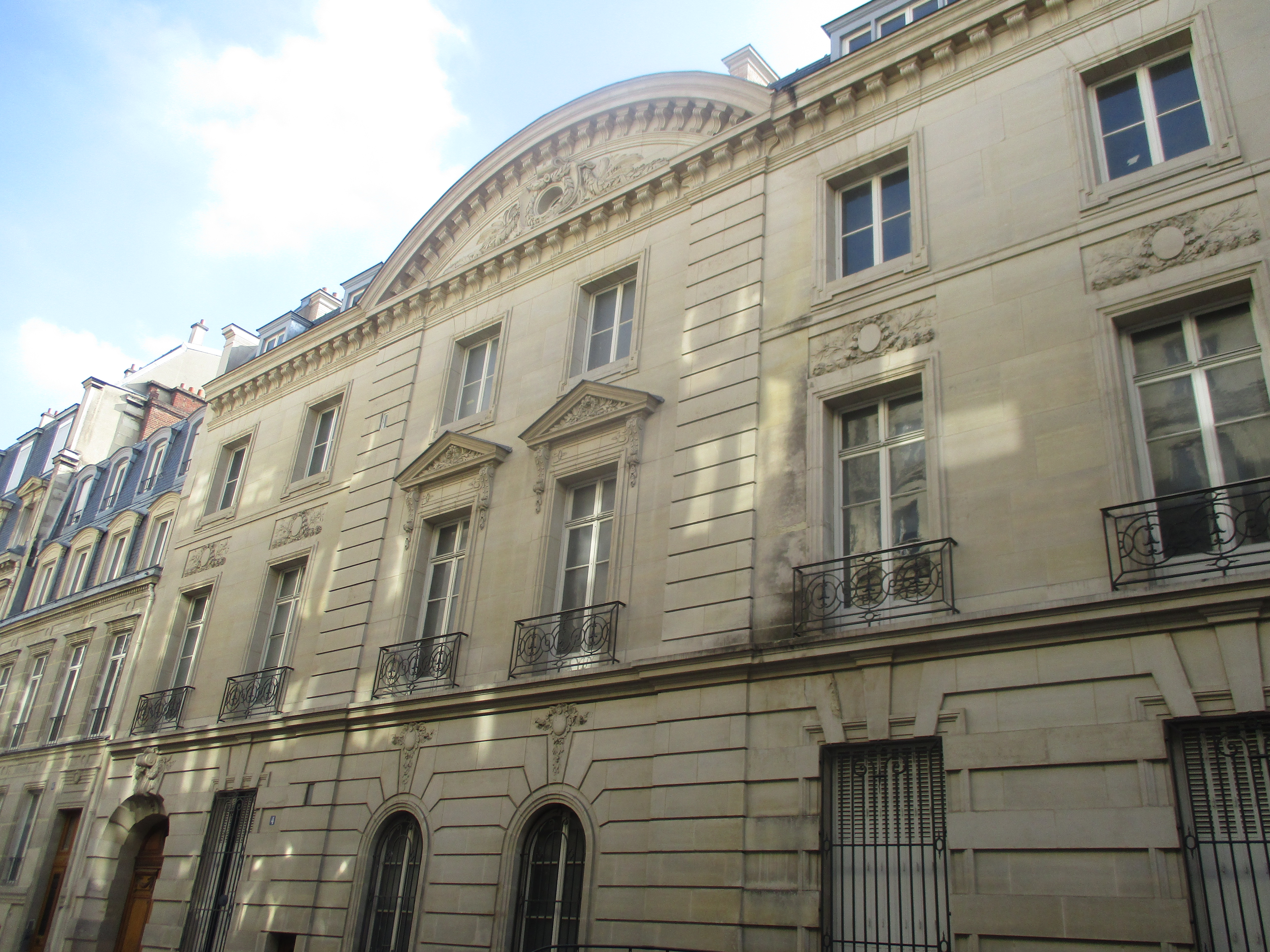
No 4.

- No 2 (ayant une entrée au 20, rue de Courcelles) : emplacement de l'ancien hôtel de La Baume-Pluvinel, propriété de M. Despeaux en 1910[1], construit par l’architecte Henry Goury, documenté dans La Construction moderne en 1893. Il n’en subsiste aujourd’hui que l’immeuble à l’angle des deux rues ; la cour d’honneur qui donnait sur la rue de La Baume a disparu[2]. Les décors peints de l’hôtel particulier ont été conservés. Le Comité Colbert, réunissant 90 maisons de luxe françaises, a son siège à cette adresse.
- No 4 : hôtel particulier ayant appartenu à la famille Bongo et visé dans le cadre du procès des « biens mal acquis »[3],[4].
- No 5 : emplacement, en 1910, de l'hôtel du duc de Montesquiou-Fézensac (bâtiment détruit)[1].
- No 7 : hôtel de l'astronome Aymar de La Baume Pluvinel (1860-1938), où s'est éteinte sa mère, la marquise de la Baume Pluvinel, née Labay de Viella, le 7 juillet 1893. Style néo-classique.
- No 10 : cours Montalivet (en 1910)[1].
- No 11 : emplacement de l'hôtel de Louis Renault (1877-1944), industriel (en 1910)[1], ayant appartenu à Maurice Cottier (bâtiment détruit)
- No 15 : emplacement, en 1903, de l'hôtel de Frédéric Masson (1847-1923), historien, membre de l'Académie française (bâtiment détruit)[1].
- No 17 : ambassade d'Estonie[5].
- No 31 : emplacement de l'hôtel de Louis Émile Simon (1814-1899), banquier (bâtiment détruit).

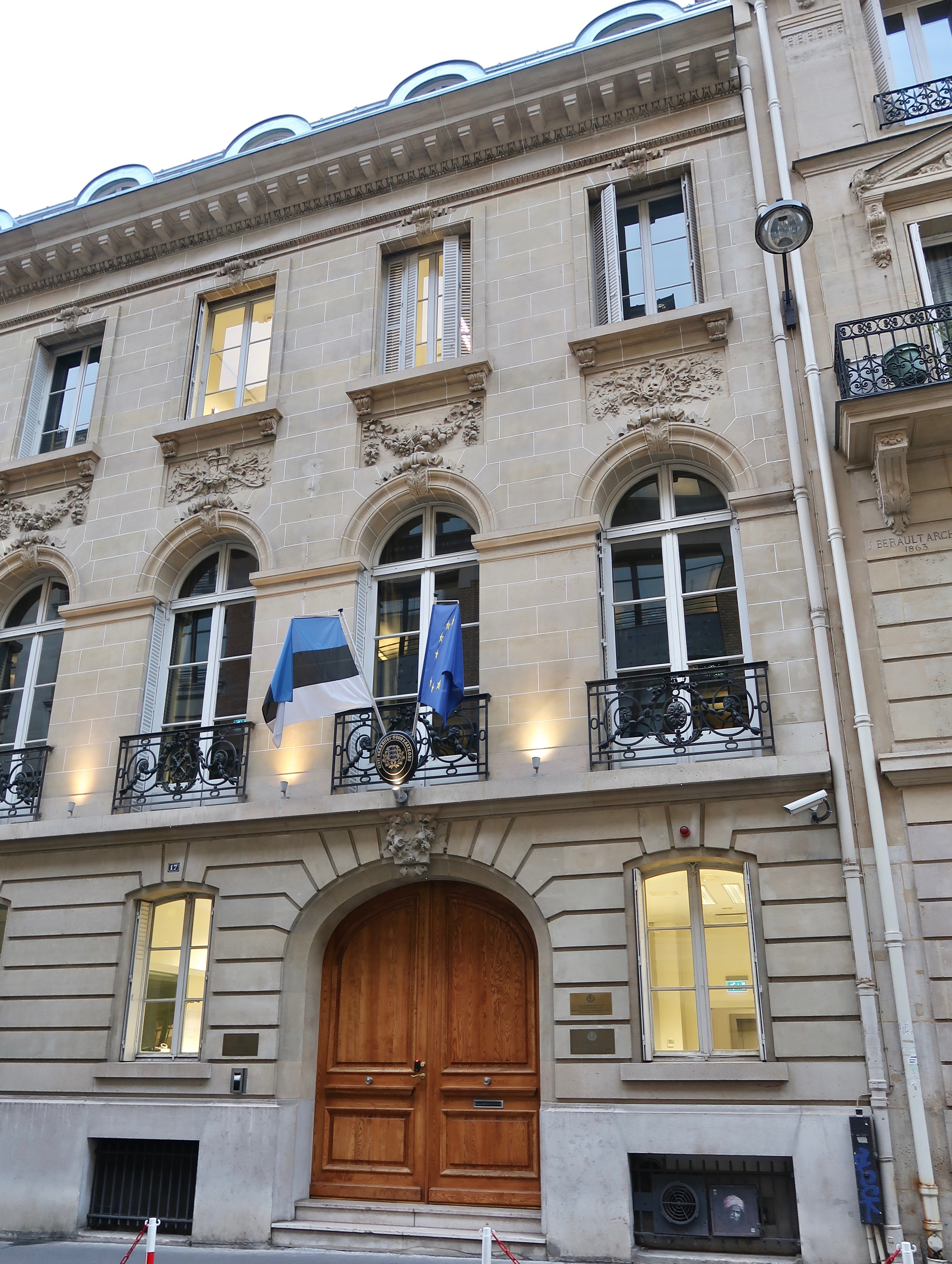
Ambassade d'Estonie, au no 17.
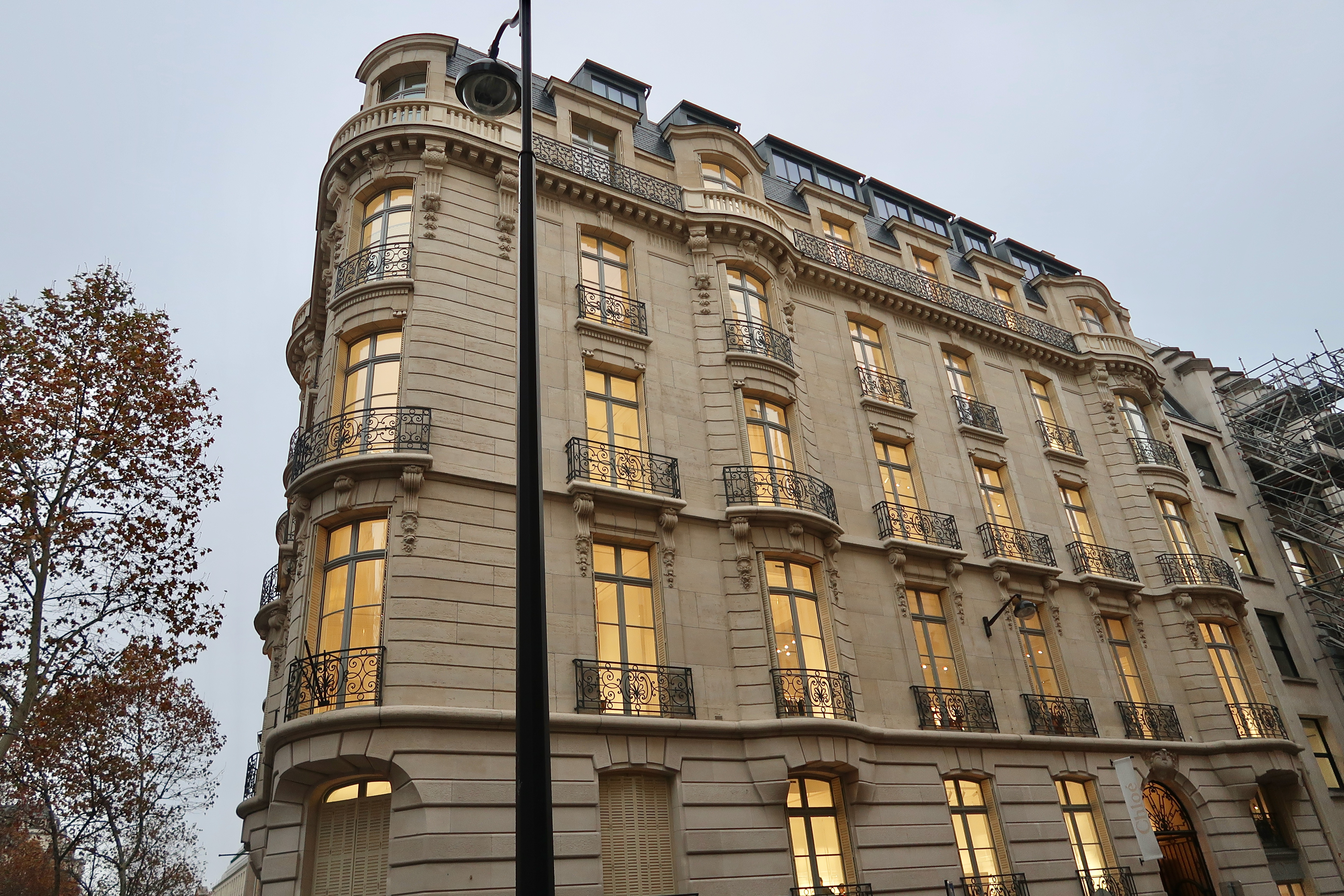
No 28, au croisement avec l'avenue Percier.